# Virginie Vitry
Virginie Vitry est une comédienne et chanteuse française.

## Biographie
Comédienne et chanteuse (elle se produit notamment chez Suzy Solidor et à L'Écluse), amie d'Albert Camus et de Boris Vian, Virginie Vitry a vécu quelque temps avec Jean-Claude Brialy.

## Filmographie
- 1953 : Mandat d'amener de Pierre-Louis
- 1953 : La Vierge du Rhin de Gilles Grangier - une secrétaire
- 1954 : Papa, maman, la bonne et moi...  de Jean-Paul Le Chanois - la deuxième bonne
- 1955 : M'sieur la Caille de André Pergament
- 1955 : Le Coup du berger de Jacques Rivette - court métrage - Claire, la femme de Jean
- 1957 : Sénéchal le magnifique de Jean Boyer
- 1959 : Les Cousins de Claude Chabrol
- 1960 : Le Bel Âge de Pierre Kast - Virginie